# Knooppunt Nørresundby Centrum
Knooppunt Nørresundby Centrum (Deens: Motorvejskryds Nørresundby Centrum) is een knooppunt ten noorden van de Deense stad Aalborg tussen de Nordjyske Motorvej richting Aarhus en Frederikshavn en de Nørresundbygrenen richting Nørresundby. Het knooppunt is genoemd naar de voorstad Nørresundby, waar het knooppunt ligt.
Het knooppunt is uitgevoerd als een splitsing. Alleen vanaf de Limfjordstunnel zijn alle richtingen mogelijk. 
| Aansluitende wegen                     | Aansluitende wegen | Aansluitende wegen     | Aansluitende wegen | Aansluitende wegen |
| -------------------------------------- | ------------------ | ---------------------- | ------------------ | ------------------ |
|                                        |                    | richting Frederikshavn |                    |                    |
|                                        |                    |                        |                    |                    |
| Nørresundbygrenen richting Nørresundby |                    |                        |                    |                    |
|                                        |                    |                        |                    |                    |
|                                        |                    |                        |                    | richting Aarhus    |

Aalborg Centrum · Aalborg Nord · Aalborg Syd · Århus Nord · Århus Syd · Århus Vest · Avedøre · Ballerup · Brøndby · Fredericia · Gladsaxe · Herning · Herning Syd · Ishøj · Kliplev · Køge Vest · Kolding · Kolding Vest · Kongens Lyngby · Nørresundby Centrum · Odense · Rødovre · Skærup · Taastrup · Vallensbæk · Vendsyssel